# Gauriaguet
Gauriaguet – miejscowość i gmina we Francji, w regionie Nowa Akwitania, w departamencie Żyronda.
Według danych na rok 1990 gminę zamieszkiwało 898 osób, a gęstość zaludnienia wynosiła 167 osób/km² (wśród 2290 gmin Akwitanii Gauriaguet plasuje się na 470. miejscu pod względem liczby ludności, natomiast pod względem powierzchni na miejscu 1403.).